# Герус Лідія Іванівна
Лідія Іванівна Герус (нар. 23 січня 1942, селище Мордово Мордовського району, тепер Тамбовської області, Російська Федерація) — українська радянська діячка, ткаля Херсонського бавовняного комбінату, новатор виробництва. Член ЦК КПУ у 1986 — 1991 р.

## Біографія
Народилася у робітничій родині.
У 1960 — 1964 р. — ткаля Яковлевського льонокомбінату міста Приволзька Івановської області РРФСР.
З березня 1964 р. — ткаля 3-го ткацького цеху 2-го Прядильно-ткацького виробництва Херсонського бавовняного комбінату імені XXVI з'їзду КПРС.
Член КПРС.
Потім — на пенсії у місті Херсоні.

## Нагороди
- орден Леніна (1986)
- орден Трудового Червоного Прапора (1981)
- медалі